# Marion Aizpors
Marion Aizpors (ur. 18 lutego 1961 w Ludwigsburgu) – zachodnioniemiecka pływaczka, specjalizująca się w stylu grzbietowym i dowolnym.
W 1981 wywalczyła srebro i brąz mistrzostw Europy w Splicie w sztafetach 4 × 100 m stylem dowolnym i zmiennym. 8 lat później zdobyła brąz w mistrzostwach Europy w Bonnie w sztafecie 4 × 100 m stylem dowolnym.
Wystartowała na igrzyskach olimpijskich w Seulu (1988) na 50 m stylem dowolnym (9. miejsce), 100 m stylem grzbietowym (8. miejsce) oraz w sztafetach 4 × 100 m stylem dowolnym i zmiennym, gdzie dwukrotnie zajął 7. pozycję.